# Isla Kume
Isla Kume (en japonés: 久米島 Kumejima, okinawense: クミジマ Kumijima) es una isla, que forma parte de las islas Okinawa y administrativamente está incluida en la prefectura de Okinawa, al sur del país asiático de Japón. Tiene una superficie de 59,11 kilómetros cuadrados. La ciudad principal, Kumejima, tiene una población de 8.713 personas (según datos del año 2010).

## Clima
| Parámetros climáticos promedio de Isla Kume (1991–2020) | Parámetros climáticos promedio de Isla Kume (1991–2020) | Parámetros climáticos promedio de Isla Kume (1991–2020) | Parámetros climáticos promedio de Isla Kume (1991–2020) | Parámetros climáticos promedio de Isla Kume (1991–2020) | Parámetros climáticos promedio de Isla Kume (1991–2020) | Parámetros climáticos promedio de Isla Kume (1991–2020) | Parámetros climáticos promedio de Isla Kume (1991–2020) | Parámetros climáticos promedio de Isla Kume (1991–2020) | Parámetros climáticos promedio de Isla Kume (1991–2020) | Parámetros climáticos promedio de Isla Kume (1991–2020) | Parámetros climáticos promedio de Isla Kume (1991–2020) | Parámetros climáticos promedio de Isla Kume (1991–2020) | Parámetros climáticos promedio de Isla Kume (1991–2020) |
| Mes                                                     | Ene.                                                    | Feb.                                                    | Mar.                                                    | Abr.                                                    | May.                                                    | Jun.                                                    | Jul.                                                    | Ago.                                                    | Sep.                                                    | Oct.                                                    | Nov.                                                    | Dic.                                                    | Anual                                                   |
| ------------------------------------------------------- | ------------------------------------------------------- | ------------------------------------------------------- | ------------------------------------------------------- | ------------------------------------------------------- | ------------------------------------------------------- | ------------------------------------------------------- | ------------------------------------------------------- | ------------------------------------------------------- | ------------------------------------------------------- | ------------------------------------------------------- | ------------------------------------------------------- | ------------------------------------------------------- | ------------------------------------------------------- |
| Temp. máx. abs. (°C)                                    | 27.4                                                    | 27.0                                                    | 28.7                                                    | 30.2                                                    | 32.1                                                    | 33.7                                                    | 34.7                                                    | 35.3                                                    | 34.5                                                    | 32.4                                                    | 30.2                                                    | 29.4                                                    | 35.3                                                    |
| Temp. máx. media (°C)                                   | 19.5                                                    | 20.0                                                    | 21.8                                                    | 24.3                                                    | 27.0                                                    | 29.9                                                    | 32.0                                                    | 31.8                                                    | 30.5                                                    | 27.9                                                    | 24.9                                                    | 21.4                                                    | 25.9                                                    |
| Temp. media (°C)                                        | 17.0                                                    | 17.3                                                    | 19.0                                                    | 21.5                                                    | 24.2                                                    | 27.2                                                    | 29.0                                                    | 28.9                                                    | 27.7                                                    | 25.3                                                    | 22.4                                                    | 19.0                                                    | 23.2                                                    |
| Temp. mín. media (°C)                                   | 14.6                                                    | 14.8                                                    | 16.3                                                    | 19.0                                                    | 21.8                                                    | 25.1                                                    | 26.7                                                    | 26.5                                                    | 25.3                                                    | 23.2                                                    | 20.3                                                    | 16.6                                                    | 20.9                                                    |
| Temp. mín. abs. (°C)                                    | 2.9                                                     | 4.0                                                     | 3.2                                                     | 6.8                                                     | 12.9                                                    | 16.4                                                    | 20.4                                                    | 19.8                                                    | 15.5                                                    | 11.6                                                    | 9.0                                                     | 5.4                                                     | 2.9                                                     |
| Precipitación total (mm)                                | 138.3                                                   | 141.2                                                   | 195.5                                                   | 196.8                                                   | 260.3                                                   | 307.4                                                   | 154.4                                                   | 197.7                                                   | 235.6                                                   | 152.7                                                   | 129.6                                                   | 134.9                                                   | 2244.4                                                  |
| Días de lluvias (≥ 1 mm)                                | 12.7                                                    | 11.7                                                    | 13.0                                                    | 11.5                                                    | 12.0                                                    | 11.2                                                    | 7.9                                                     | 9.8                                                     | 10.6                                                    | 8.6                                                     | 9.0                                                     | 10.7                                                    | 128.7                                                   |
| Horas de sol                                            | 75.2                                                    | 80.1                                                    | 107.6                                                   | 118.4                                                   | 136.2                                                   | 158.9                                                   | 250.3                                                   | 231.9                                                   | 198.6                                                   | 162.3                                                   | 108.3                                                   | 89.9                                                    | 1717.7                                                  |
| Humedad relativa (%)                                    | 68                                                      | 70                                                      | 73                                                      | 76                                                      | 80                                                      | 84                                                      | 80                                                      | 80                                                      | 78                                                      | 73                                                      | 70                                                      | 68                                                      | 75                                                      |
| Fuente n.º 1: Agencia Meteorológica de Japón            |                                                         |                                                         |                                                         |                                                         |                                                         |                                                         |                                                         |                                                         |                                                         |                                                         |                                                         |                                                         |                                                         |
| Fuente n.º 2: Agencia Meteorológica de Japón            |                                                         |                                                         |                                                         |                                                         |                                                         |                                                         |                                                         |                                                         |                                                         |                                                         |                                                         |                                                         |                                                         |